# Enrico Lacruz
Enrico Lacruz, auch Enrico La Cruz (* 31. August 1993 in Arnhem) ist ein niederländischer Boxer im Leichtgewicht.

## Karriere
Enrico Lacruz ist rund 1,70 m groß, wurde 2011 niederländischer Meister im Bantamgewicht und erreichte den fünften Platz bei den Jugend-Europameisterschaften 2011 in Dublin, als er erst im Viertelfinale knapp mit 5:8 gegen Jurij Schestak ausschied. 2012 gewann er die niederländische Meisterschaft im Leichtgewicht und erreichte den siebenten Rang bei den U22-Europameisterschaften in Kaliningrad nach Viertelfinalniederlage gegen Mykola Buzenko.
2014 sicherte er sich erneut die niederländische Meisterschaft im Bantamgewicht und gewann 2015 eine Bronzemedaille bei den Europameisterschaften in Samokow. Er besiegte dabei im Leichtgewicht Vanja Bačić (3:0), Marsel Terteryan (3:0) und Mateo Komadina (TKO), ehe er im Halbfinale gegen den späteren Goldmedaillengewinner Joseph Cordina mit 0:3 ausschied. Mit diesem Erfolg war er für die Weltmeisterschaften 2015 in Doha qualifiziert, wo er aber im ersten Duell gegen Domenico Valentino (0:3) verlor. Diesem unterlag er auch im ersten Kampf bei der europäischen Olympiaqualifikation 2016 in Samsun mit 0:2. 
Im Juni 2016 gewann er dann überraschend das Welt-Olympiaqualifikationsturnier in Baku durch Siege gegen Pedro Gomes (TKO), Hursant Imankulijew (2:0), Hakan Erşeker (3:0), Lai Chu-en (3:0) und Anwar Junussow (3:0). Er nahm daraufhin an den Olympischen Spielen 2016 in Rio de Janeiro teil, wo er erneut Lai Chu-en (2:1) besiegen konnte und dann im Achtelfinalkampf gegen Dordschnjambuugiin Otgondalai (1:2) ausschied. 2016 und 2017 gewann er erneut die nationale Meisterschaft im Leichtgewicht.
Bei den Europameisterschaften 2017 in Charkiw zog er durch einen Sieg gegen Artur Bril (3:2) ins Viertelfinale ein, wo er zwar gegen Calum French (1:4) unterlag, aber sich für die Weltmeisterschaften 2017 in Hamburg qualifizierte. Dort schlug er Delante Johnson (5:0) und schied im Achtelfinale gegen Lázaro Álvarez (0:5) aus. Bei den Europaspielen 2019 in Minsk gewann er eine Bronzemedaille. 
Bei der europäischen Olympiaqualifikation 2020 in London, welche aufgrund der COVID-19-Pandemie unterbrochen und 2021 in Paris fortgesetzt wurde, besiegte er Ahmad Shtiwi und Rexhildo Zeneli, womit er sich für die 2021 in Tokio ausgetragenen Olympischen Spiele qualifizierte. Bei den Olympischen Spielen unterlag er in der Vorrunde gegen Keyshawn Davis.

## Turnierergebnisse (Auswahl)
- 2017: 3. Platz beim Chemiepokal in Deutschland
- 2016: 3. Platz beim Chemiepokal in Deutschland
- 2016: 1. Platz beim Feliks Stamm Tournament in Polen
- 2016: 3. Platz beim Bocskai Memorial in Ungarn
- 2015: 3. Platz beim Algirdas Socikas Tournament in Litauen
- 2015: 1. Platz beim Belgrade Winner Tournament in Serbien
- 2015: 1. Platz beim Chemiepokal in Deutschland
- 2015: 1. Platz beim Beogradski Pobednik in Serbien
- 2014: 1. Platz beim Tammer-Turnier in Finnland
- 2014: 1. Platz beim Grand Prix Usti nad Labem in Tschechien
- 2014: 3. Platz beim Chemiepokal in Deutschland
- 2013: 1. Platz beim Gee Bee Tournament in Finnland